# 李渔
李漁（1611年9月13日—1680年2月12日）:32、90，原名仙侣，號天徒，字謫凡，於1646年自名漁，取號笠翁，字笠鴻。又號笠道人、隨庵主人、湖上笠翁、覺世稗官、覺道人、十郎等，浙江蘭溪人:1、32。李漁多才多藝，富於創業精神，集學者、作家、出版商於一身:導言1，出身於醫術世家，年輕時中秀才，入清後退隱不仕，放棄科舉考試，先後居於杭州和南京，與高官顯要交往密切，寫作維生，著作甚豐。李漁撰有戲曲十齣，皆為南方傳奇傳統的昆曲形式，情節佈局、人物性格塑造、賓白技巧上皆突於前人，通俗而平易明瞭，旨在娛樂，以《風箏誤》最為膾炙人口。小說方面，李漁撰有短篇小說集《無聲戲》及《十二樓》，措辭優雅精準，故事結構明晰，敘事方式富有創意，以幽默諷刺與豐富想像力見長，代表作為《夏宜樓》、《拂雲樓》，世傳又撰有色情小說《肉蒲團》。李漁文集《閑情偶寄》立意新穎富有個性，討論生活情趣，範圍廣泛。李漁也是戲劇批評家，詳論戲曲的寫法直至實際表演之事，其戲曲之論乃建立於經驗基礎。李漁在世時作品甚為流行，婦孺皆知、老嫗能解。其後多部著作被清朝列為禁書，逐漸為人淡忘；然於20世紀初之新文學運動中，李漁被重新「發現」，其戲曲方面的成就受學術界一致好評。

## 生平

### 幼年至壯年
李漁生於江蘇如皋，李家在當地經營藥品買賣，開有藥鋪，世代行醫，父親李如松、伯父李如椿均在如皋行醫。李漁從小就背誦詩歌，聰慧出眾，成為李家族人中舉出仕的希望。李漁一家後來搬返故鄉蘭溪，1629年父親李如松過世:32-33，但家境尚未受影響。1635年，李漁赴婺州（金華）應童子試，即中生員（秀才），受到主考官許豸特別拔舉，試卷被印出來，在當地文人流傳。日後李漁一直感懷許豸的賞識。李漁中秀才之後，在宗祠所在的伊山買地，並在小丘上修建居所，名為「伊園」。他在1636年及1639年參加鄉試，但皆落榜，頗受打擊:34-35。其後三年李漁在鄉間隱居，生活快樂暇逸。1642年，李漁赴省城考試，在蘭溪東北途中因軍事警戒而被迫返回。同年母親逝世，李漁開始自主為家庭負責:36-38。這時家境趨於窘困，李漁只好辭去僕人，遣散親戚。1643年，李漁遷到金華府治婺州，這是因為要參加舉人考試，生員每年尚須通過一次考試，住在婺州較為方便。1644年初，金華府爆發許都之亂，李漁在造反者佔領婺州之前逃避到附近山間。不久官軍收復婺州，許都被殺，李漁遂搬回婺州:39、42、44。
1644年5月清兵入關，翌年6月進入南京，弘光政權結束。明朝敗軍由方國安率領，攻擊婺州:44，李漁又再逃離府城，之後方國安在明魯王朱以海命令下撤軍，李漁才回到婺州，發現房子已被燒燬，書籍、手稿、財產都付諸一炬，無家可歸。這時金華府同知許檄彩收納李漁入幕下，李漁得以在官署避難，受到善待並獲贈曹氏為妾。1646年，清軍進入浙東:46，攻陷與洗劫金華城，李漁事先逃入山中。後因金華城毀於戰火，他回到故鄉蘭溪，於1647年剃髮以示臣服滿清:47。戰亂和旱災下，李漁難以養家糊口，遂賣去蘭溪伊園土地，移居杭州:49。但李漁不肯為清朝服務，不參加清朝科舉考試，不求官職而做隱逸文人:94、56、58。從1648至1657年，李漁居住杭州十年，成為職業作家，靠寫作維生，寫成多篇小說和六部戲劇，戲曲很受歡迎，得到好評，結交了不少當地名流顯要。短篇白話小說於1654年和1658年分別結集出版，題為《無聲戲一集》和《無聲戲二集》，都是由浙江布政使張縉彦印行:50-51。李漁在杭州也寫了12篇中短篇小說合集《十二樓》。在杭州最後幾年，李漁開始鑽研吏治，收集有關經世文論，編成《資治新書》:52、55。

### 中年及老年

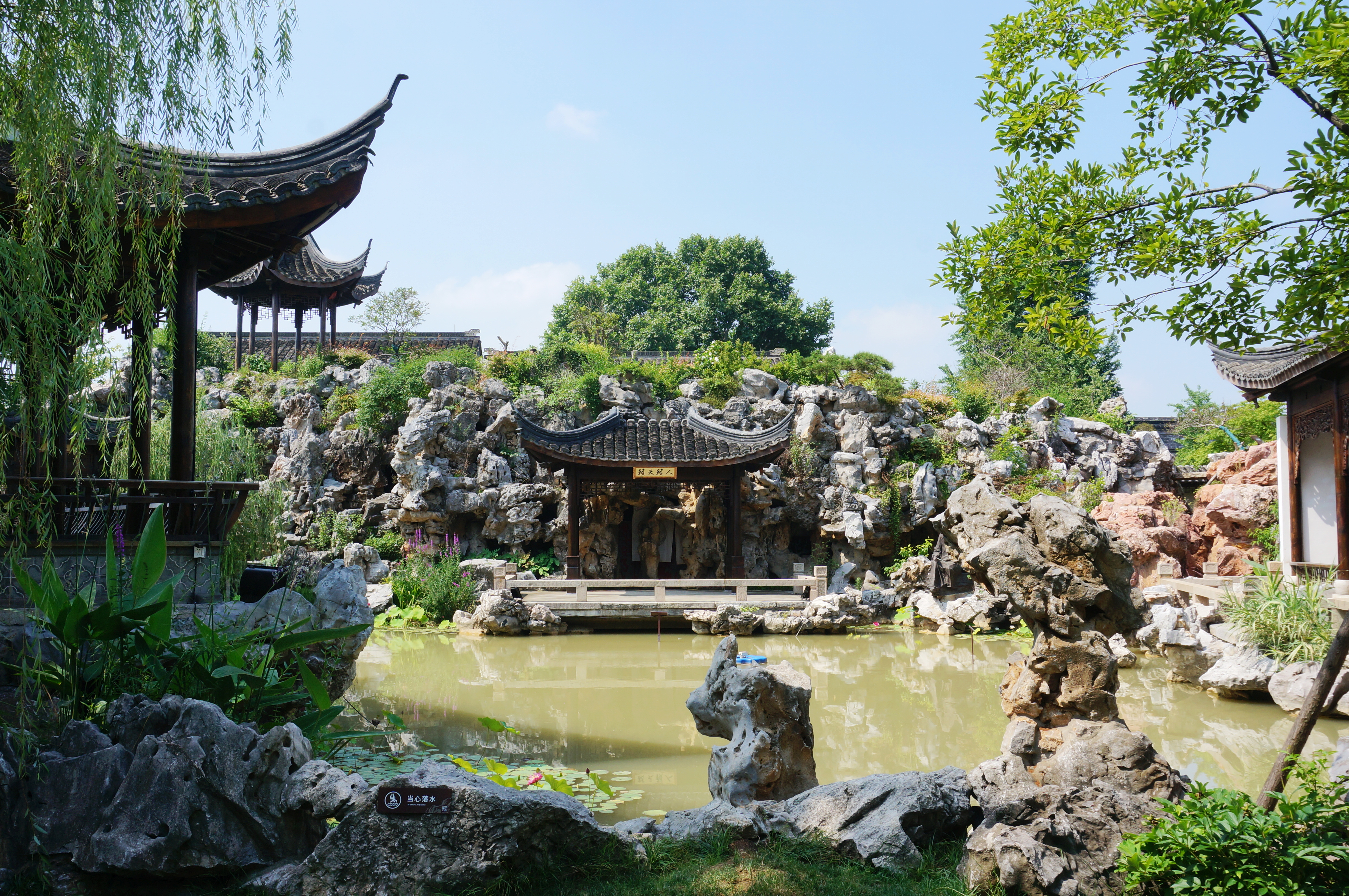
南京老门东重建的芥子园

1657年，李漁離開杭州遷居南京，據說是因為著作遭到蘇杭的書商盜印，故移居南京要求當局制止盜版行為。李漁在南京建立自己的印書館，出版書籍，開辦書店，盡力償還債務。除了賣書，他還設計了一些箋簡出售:62-63。從1657至1677年，李漁居住南京約20年，成為成功的商人，生活豐足，交遊廣闊，由自己的出版社「芥子園」來印刷、宣傳和發行他本人的作品，也是成功的職業作家:64、導言3。他最終完成小說集《十二樓》，還寫了四部傳奇。他出版了有關政府管理的文集《資治新書》15卷，共收入652篇文章，包括李漁自己所作有關司法的六篇長文。李漁有些朋友和資助人擔任高官，如龔鼎孳、索額圖，范承謨、陳啟泰、張勇、賈漢復、劉斗等，他們欣賞李漁的多才多藝，十分尊重他，出手慷慨。李漁在他們的邀請下得以多次旅行，足跡遍及大半個中國:65、69。1669年，他在南京建造庭園「芥子園」，坐落在正陽門附近的小山上，他的印書館也命名為芥子園。李漁曾為賈漢復在北京設計庭園「半畝園」，並出遊四方尋找資助人，在1666和1673年兩次到京城，1666到1667年，他到過山西、陝西和甘肅，1668年到廣東，1670年到福建，1672年到湖北:72-73。
李漁的另一收入來自他的家庭戲班，他常帶自家戲班到其他城市演出，戲班主要成員有他的兩位愛妾：喬復生與王再來:72、74。 1674年，李漁造訪杭州，次年準備搬回杭州。1675年，他帶十五歲的長子李將舒和十四歲的次子李將開回到故鄉浙江參加科舉童試。他對於兒子參加科舉一事深感矛盾和羞愧。1676年，他買下西湖東南岸雲居山東一塊土地，建造住宅，名之為「層園」，在南京賣掉他的書店和芥子園等，償還債務。1677年李家離開南京搬到杭州:82、85。1679年，李漁修訂和重編陳百峰《女史》，完成《千古奇文》，這是一部女子模範行為故事集。同年女婿沈心友向李漁介紹由王概所編，帶有插圖的畫傳，李漁對此書愛不釋手，將其出版，即《芥子園畫傳》第一部:86-87，並叫沈心友準備出版續集。1680年2月12日李漁逝世於層園，享年七十:88、90。

## 家庭
李漁家庭生活幸福和諧，他和妻子徐氏關係十分融洽。徐氏充滿愛心，善解人意，為李漁盛讚。在戰亂期間，徐氏與妾侍曹氏忍受苦難，並無怨言，互相憐愛，十分愛慕李漁:39、50。晚年時李漁有一妻數妾，七兒三女，兩個女婿，兩個兒媳和五個孫子孫女。此外，李家有十餘個僕人。李漁要養活一家的人口總共約有40個。愛妾之一喬復生，由朋友贈與李漁，是天生的歌唱能手，正因為有了她李漁才組織戲班。李漁十分欣賞她的表演天才，僱用一位老優教她歌曲，歌藝突飛猛進，並能教導李漁其他妾侍唱曲。1667年，李漁又獲贈王再來，她也學習唱歌，善於扮演男角。李漁單獨出行時，也有買女僕做伴的習慣:74-75。1660年，長子李將舒出世，次年二子李將開出世，1662年三子、四子相繼出世，李漁大家庭的經濟負擔加重。李漁長女李淑昭和女婿沈心友是李漁生意上的好幫手，李漁出門時，由他們負責經營生意和安排家務。李漁跟長女李淑昭與二女李淑慧關係親密，教她們讀書識字，一起填詞，李漁尤其喜愛長女，她做事盡心盡力，並無怨言。女婿沈心友為李漁採購、經商:77，有時隨他出行。1672年，喬復生死於肺病，李漁十分痛心。1674年初，王再來亦因病去世，二人都尚不滿十九歲。她們在生時與家人相處融洽，尊老愛幼，善待僕人。1677年，李漁妻子逝世:78-79、86。

## 文學

### 戲曲
李漁著有10部戲曲，稱《笠翁十種曲》，分別為《憐香伴》、《意中緣》、《蜃中樓》、《風箏誤》、《玉搔頭》、《奈何天》、《比目魚》、《慎鸞交》、《凰求鳳》、《巧團圓》:245，前六齣先後在杭州寫成。其戲曲都是南方傳奇傳統的昆曲形式:51，部份為家庭戲班搬演的腳本:245。十齣戲中有四齣改編自他自己的小說：《巧團圓》出自《生我樓》、《比目魚》出自《譚楚玉戲裏傳情》、《凰求鳳》來自《寡婦設計贅新郎》、《奈何天》來自《醜郎君怕嬌偏得艷》:183。李漁通過角色之口說出作者的評論，部份戲劇情節顛覆社會陳規或習俗，例如《憐香伴》強調女人彼此之間的愛情:136、138，《凰求鳳》顛覆了傳統的求愛模式：三個女子為了得到英俊而有才華的年輕男子，展開惡意競爭:139-140。戲劇中，讀書人和低層人物都追求自身利益，而讀書人講道德，不傷害別人，而低層人物則經常不講道德:148。李漁善於描繪婦女形象:239，作品中的女人是自己命運的主人，她們積極求愛，大膽而堅定，冷靜籌劃而足智多謀，超越其他劇作家所創造的人物。如《憐香伴》中，崔小姐的丈夫消極被動，她則大膽策動計劃；《意中緣》中，兩個女畫家設法下藥，最終淹死威脅她們的惡棍和尚:148；《凰求鳳》中，三位女性全是有膽色魄力的，男子呂哉生則很少做事，僅是她們鬥爭的戰利品:149-150。
李漁創作的目的單求娛樂，曲詞不如湯顯祖那樣富於詩意與想像崇高，但在情節佈局、人物性格塑造和賓白技巧上則突過前人。他不屑襲用歷史與文學中的舊題材，而是從日常生活中構思獨創的劇情，喜歡讓角色從難堪可笑的處境中脫身出來:239。其喜劇情節曲折複雜，情境緊張，《風箏誤》、《凰求鳳》、《慎鸞交》、《比目魚》、《奈何天》等都是愛情喜劇，故事情節有趣，舞台效果良好，語言情節富娛樂性:238，場面新奇突出而有趣，出乎意料，劇情富於變化:53，構思新穎而不落俗套，獨具新意。李漁戲劇詞曲賓白通俗而平易明瞭，意在娛樂，並不崇尚高雅:56、52，所作多為輕佻的滑稽劇，被譏為膚淺:245；內容相當滑稽，有猥褻言語與粗俗的幽默。如《憐香伴》中，「淨」角周公夢科場作弊，把範文卷起塞進肛門帶入試場，範文卻因放屁而被噴出來。《意中緣》中，主要醜角是黃天監，他既自負又愚蠢，是供人娛樂和諷刺的對象:152-153。
《奈何天》為李漁第一傑作:247，是他最成功的戲劇，結合幽默、嘲諷、哀婉與奇想等元素，情節結構精密，節奏明快:238，富於奇想與諷刺，情節前後照應，引人入勝而頗具巧思，但曲辭對白有露骨鄙猥之語:248-249。《奈何天》屬戲劇史上首次由「丑」（滑稽角色）擔當主角:20，主角書生闕素封慷慨富有卻奇醜，新婚之夜，新娘對他極具厭惡:238，索性躲進書房，剃髮為尼，割斷婚姻關係。第二個新娘則以醉酒來嚴拒行房，後來也躲到書房遁入空門。第三次婚姻以未婚妻自殺而告終。第四個妻子也威脅要自殺，闕素封唯有允許她出家為尼。三個女子在庵堂掛上題為「奈何天」的匾額，把不幸命運歸結為天意安排。這時官軍與叛軍發生戰爭，闕素封給官軍送上大量糧食，使官軍反敗為勝。闕素封立功受皇帝褒封，當他洗沐一番準備受勳時，忽然由於神恩而變成俊男，三個女子於是還俗，開始為丈夫和家中地位而爭風:239。
李漁十種戲中以《風箏誤》最膾炙人口，民國初年時尚有上演，其他已不再流行:245。《風箏誤》情節錯綜複雜:54，講述詹承武大女愛娟醜陋才劣，二女淑娟貌美而多才。鄰居韓世勳因取回斷線風箏一事，知道淑娟貌美而有才學，再放斷線風箏到詹家，但這次風箏為愛娟所獲，透過乳母夜間私會韓世勳，韓世勳一見愛娟貌醜，狼狽逃歸。不久韓世勳高中，到討伐外族之詹武承幕下做事，建立大功。另一方面，愛娟承父母之命嫁與韓世勳同窗戚施，戚施得知愛娟曾與男人私會，大怒，要求蓄妾，愛娟欲牽合其夫與淑娟:246，安排二人單獨共處，戚施乘機調戲淑娟，但淑娟手執利劍抗拒。韓世勳回到故里，奉恩人戚施父親之命，與淑娟結婚，但他因上次私會而誤會淑娟是醜女，不肯圓房，後見到淑娟相貌才驚覺娘子是美人，遂夫妻二人生活美滿。青木正兒批評此劇主意兒戲，低級趣味，曲辭有露骨穢褻之語，有損雅意:247。《蜃中樓》則取材於文學作品，融合了元人尚仲賢《柳毅傳書》與李好古《張生煮海》兩部雜劇的素材，而《柳毅傳書》又以唐傳奇《柳毅傳》為基礎:19，劇情講述龍女與人類的戀愛，情節以柳毅為主，張羽為副，巧為融合二事，頗見機智:249。
《意中緣》講述晚明藝術家董其昌與陳繼儒二人，因收到大量創作書畫的請求而深感煩惱，正在尋找能僱來摹擬其風格的畫家。正巧楊雲友及林天素兩位女畫家正分別倣製董其昌與陳繼儒二人的畫作，藉以維生。歷經許多變遷，兩位女子終於各自與董其昌與陳繼儒結合:19。《玉搔頭》取材自明武宗與太原歌伎劉倩倩之間的私情。明武宗將政權托付太監和高官，微服尋訪美貌多才的女子，與劉倩倩立下誓言，卻沒有透露自己的身份，回京途中弄丟了她給自己的定情信物玉搔頭，玉搔頭給一個外貌很像劉倩倩的姑娘拾獲。經過一連串的假裝、欺騙、誤會、巧合之後，皇帝終於迎娶了劉倩倩與外貌相似的姑娘:20。《比目魚》講述一對婚姻不遂，投河自盡的一對情侶，為河神所救，變成一對比目魚，後來獲救上岸，恢復人形，白首偕老:238。《巧團圓》是李漁最後一部戲劇，劇情以主角反覆夢見其童年時的房間開始，以其回到此屋並認出那就是夢中情境作結:22，講述明末國變後家庭團圓的故事，比起小說《生我樓》，劇中曹小姐更敢作敢為，處處表明並暢論，女子欲在亂世中生存自潔，則不能依常軌行事:232-233。李漁也改編過一些著名的戲劇，包括《琵琶記》、《明珠記》、《南西廂記》、《玉簪記》及《幽閨記》等:22。

### 小說

#### 中短篇小說
1650年代，李漁先後出版白話小說集《無聲戲》及《無聲戲二集》，前者包含12個故事，後者包含6篇中篇小說；第三部小說集《十二樓》則有12篇故事:24、26。文言小說李漁只寫過一篇《秦淮健兒傳》，故事以晚明宋懋澄《劉東山》為基礎:27。李漁小說措辭優雅準確，故事結構明晰，敘事方式富有創意，觀點新穎，超脫世俗，以幽默諷刺與豐富想像力見長，其輕鬆語調，有時是黑暗背景的反襯:212-213。小說製作精心，思想新奇，令人驚奇與震撼。故事充滿對話與獨白，並且即使在恐怖的瞬間，都是喜劇場面，敘事詼諧簡潔，對話流暢，為了達致滑稽效果，有時濫用引語和老生常談。小說開場白時常採取小品文的形式，有時也包含個人軼事，就像是隨筆:81-82。故事邏輯緊謹，結局不會不了了之。敘事有時集中在主人公身上，使這一人物控制了自始至終的情節發展，更常見的是，故事圍繞一個中心主題展開，如妒忌、卜算之不可信、賭博或吝嗇:215。他筆下的藝術家總是拮據，充滿才華，代表人性美好的一面；反面人物則是庸俗商人和官吏，而藝術家終將戰勝粗俗卑鄙的商人，如《三與樓》中，以貧窮的藝術家勝過無知的富人而告終。李漁融合現實主義與理想主義的手法，並不否認藝術家的窘境和悲愴，同時也美化艱難的時世，描繪出理想的圖畫:216。
李漁以開放的態度處理有關性的話題，如閹割、月經、沒有陰道的女人、同性戀等，會用浪漫幽默的譬喻將美少年的屁股大書特書。其小說開創同性戀這一主題的新天地，一面描寫他們遭受歧視和侮辱，一面將傳統價值觀顛倒過來:216-217。《男孟母教合三遷》是男同性戀的故事，講述許秀才與男童龍瑞郎相愛，龍瑞郎自閹以確保二人的「婚姻」可以恒久圓滿，但其自閹惹來官非，有人誣蔑許秀才應對此負責，許秀才被刑杖至死，龍瑞郎立刻冒充作女人，照顧許秀才的兒子，像孟母三遷一樣遷居到其他城市以教導孩兒，使他長大後考取功名:100-101。《萃雅樓》寫的是嚴世蕃暴政時三個同性戀者的故事，這三人在京城開古董店，嚴世藩得知三人中最年輕的那位年少貌美，想霸佔為自己的孌童，卻被青年所拒絕。嚴世藩恨極，假手太監把青年騙來權醉後閹割了，終於霸佔到手。青年切齒痛恨，力圖報仇，最後向皇帝參奏嚴世藩的罪行，使嚴世藩伏法:185。
《無聲戲》故事特徵之一，是結語冗長。例如在《醜郎君怕嬌偏得艷》，最後作者詳細忠告「美妻配醜夫例是理之常，才子配佳人反是理之變」的道理:96-97。《無聲戲》中最優秀的浪漫喜劇，是《譚楚玉戲裏傳情》，講述主人公譚楚玉加入戲班，迷戀上一位女旦，但限於戲班內男女不能有私情的禁令，他只能在戲台上假戲真做對她宣示愛意。一次他們二人先到達要演出酬神的寺廟，得到交歡的機會，並許下愛的誓言。女旦的母親卻因貪財，答應在第二年把女兒嫁給一名富翁作妾。女旦反對這頭親事無效，翌年臨出嫁前再次酬神演戲時，女旦在演出中自殺投江，譚楚玉也同樣投河殉情。二人為廟神所救，被漁夫網起，成親並回到譚楚玉的故鄉。譚楚玉刻苦力學，後來高中科舉，在戲班回到寺廟再次酬神演出時，女旦與母親相認，原恕了母親。譚楚玉夫婦二人在為官一任後，就退隱山林:91-93。《美男子避惑反生疑》則寫了一件錯判案，那判案的是清官，對自己盲目自信。作者說出了自己的反論，認為清官不受責難，這正是害事的地方，表現了才能高於道德的看法:171。在《女陳平計生七出》中，一個文盲農婦有其聰明才智，在叛軍突擊村莊，搶走所有女人後，她不但使計保住了貞潔，還設法獲取了部份叛軍的戰利品；她和丈夫後來購置了自己的土地，錢財來源卻一直保密:106。
《十二樓》又名《覺世明言》:52，小說是多章回的，最長的達六回，可以處理比較複雜的情節:175。其情節富有創意，主題新穎出奇，語言簡練嫻熟，其成書表明李漁在情節、人物、主題和敘述方式等小說創作藝術方面都臻成熟:9、52。《十二樓》追求喜劇效果，貫之以吊詭修辭，貌似道貌岸然，同時卻機趣橫生，施之以嘲諷揶揄:33。各篇小說的共同特徵是，情節的開展猶如起承轉合，常常是無事生非，波瀾突起，又千轉百回，驚喜不已。《生我樓》中尹小樓尋妻與義父失散，《萃雅樓》中權汝修被騙而遭閹割，這些情節都在正文鋪陳之後如異峰突起:81。相比《無聲戲》，《十二樓》有更多關於士人的故事，稍過正式而稍欠生動:82。《夏宜樓》也許是李漁最成功的一篇小說，故事充滿靈感與活力:220，觀念新奇，結構精巧，有性感的描寫:83，是個私訂終生的戀愛故事，男女主角瞿吉人和詹嫻嫻串通一氣，唬弄欺瞞了家長而終成眷屬。促成好事的是一只望遠鏡。瞿吉人買來一西洋望遠鏡，從中看到詹嫻嫻的家居生活及所作詩:30、34，遂附上和詩托媒上門求親。詹公要求求親者高中，結果瞿吉人與兩位同鄉都高中同榜，詹公要女兒抽籤決定，結果抽中的不是瞿吉人，詹嫻嫻卻謊稱亡母曾託夢於她，只嫁姓瞿。瞿吉人從望遠鏡看到詹公為亡妻所寫的疏文，及時將內容報知嫻嫻，使她能背出疏文，裝神弄鬼，詹公遂相信其說，准許二人成親:36。
《合影樓》既諷刺道學先生也諷刺風流才子，一面袒護青年男女對愛情自由的追求:78。《拂雲樓》是浪漫喜劇，敘事生動活潑:86、90。女主角侍女能紅由《西廂記》中紅娘的角色衍生，對待男主角頤使氣指，顛覆了男女尊卑秩序，其婢女形象具開創意義:80。她使計精心撮合裴七郎與自己的小姐，並在婚前向裴七郎提出要求，小姐嫁入後自己也要做「二夫人」，不是婢女。新婚洞房之夜，裴七郎先與能紅交歡而撇下新娘子，之後能紅與裴七郎弄計使小姐同意夫君娶第二房妻子，能紅得以名正言順嫁入裴家:87、89。《歸正樓》講述一個騙子有時會劫富濟貧，是個雙性變的酒色之徒，玩弄過最好的妓女和孌童；後來他得遇一個被丈夫賣出的妓女，她表示有意出家為尼，騙子替她贖身後，自己也退休不幹，決定改做道士:105。《三與樓》和《聞過樓》最富於作者的傳記成份，尤其是《三與樓》中的虞素臣，「絕意功名，寄情詩酒」，「只喜歡構造園亭」，簡直是李漁的自我寫照:85。

#### 長篇小說

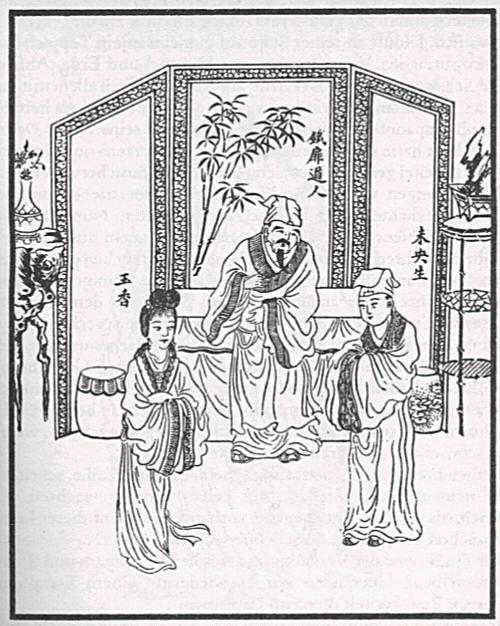
《肉蒲團》1894年版木刻插圖

《肉蒲團》世傳為李漁所作:230，馬漢茂:181、莫宜佳:213、司馬濤（Thomas Zimmer）:339、李惠儀:235、《清代名人傳略》:291、陳建華:80、韓南都相信為李漁所撰，約於1657年問世:27，而柳無忌:238、張春樹則認為並非李漁所作:178。《肉蒲團》描寫性欲寫得新奇、直率、幽默與充滿想像，語言樸素，對話豐富，突出因果報應的主題:113、125，情節從淫縱到報應悟道，是明清小說的熟套:236。主人公未央生娶了道學先生鐵扇道人的女兒玉香，用春宮圖和色情小說調教她，使她懂得享受性愛。未央生對岳父鐵扇道人的管教感到惱火，決心外出獵艷，卻被神偷賽昆侖直斥其陽具太小，無法誘惑女性:118。未央生得到術士的幫助，將狗的生殖器移植到自己身上，陽具達到能勾引婦女的大小。他先與賣絲綢的艷芳通奸和私奔，不久她懷孕了，未央生改而與三個美麗的表姊妹，以及她們寡居的姑媽通奸，一起雜交。另一方面，艷芳的丈夫權老實為了報復，作為佣人混入未央生的家，誘奸未央生的妻子玉香。玉香懷孕後，與權老實私奔，卻被賣進了妓院，成為京城的名妓。未央生不知其事，反而因鐵扇道人的瞞騙而以為妻子病死了。他上京尋訪名妓，玉香首先看到他:119，畏罪而自盡，未央生由此而明白因果報應：被他戴綠帽的權老實回敬他以綠帽，三個表姊妹的丈夫亦碰巧跟玉香睡了。未央生向和尚孤峰長老請求指點迷津，發過一場與表姊妹及其姑媽交歡的春夢後，自我閹割:120。《肉蒲團》渲染主人公無窮的性能力，描繪其以精湛房中術駕馭性伴侶，誇張描寫陽具粗大，抽動次數成千上百，床上姿勢變化多端:340。
1679年終，李漁得見毛綸、毛宗崗父子新編的《三國志演義》， 1680年初李漁為《三國志演義》寫了長序，將它列為四大奇書之首。李漁欣賞毛宗崗本的評語，但不滿意毛氏對羅貫中本的改寫:88-89，遂編訂《李笠翁批閱三國志》，以李卓吾評本《三國志演義》為底本，偶爾參考毛宗崗本修訂而成的:147、155。而李漁本中的批語，一部份是來自毛宗崗本的批語，一部份是李漁自己創作的:157。李漁指出《三國志演義》是當之無愧的第一才子書，想用他的新版本與毛宗崗本競爭，但李漁本終歸被埋沒，毛本成為《三國志演義》的範本:89-90。

### 散文

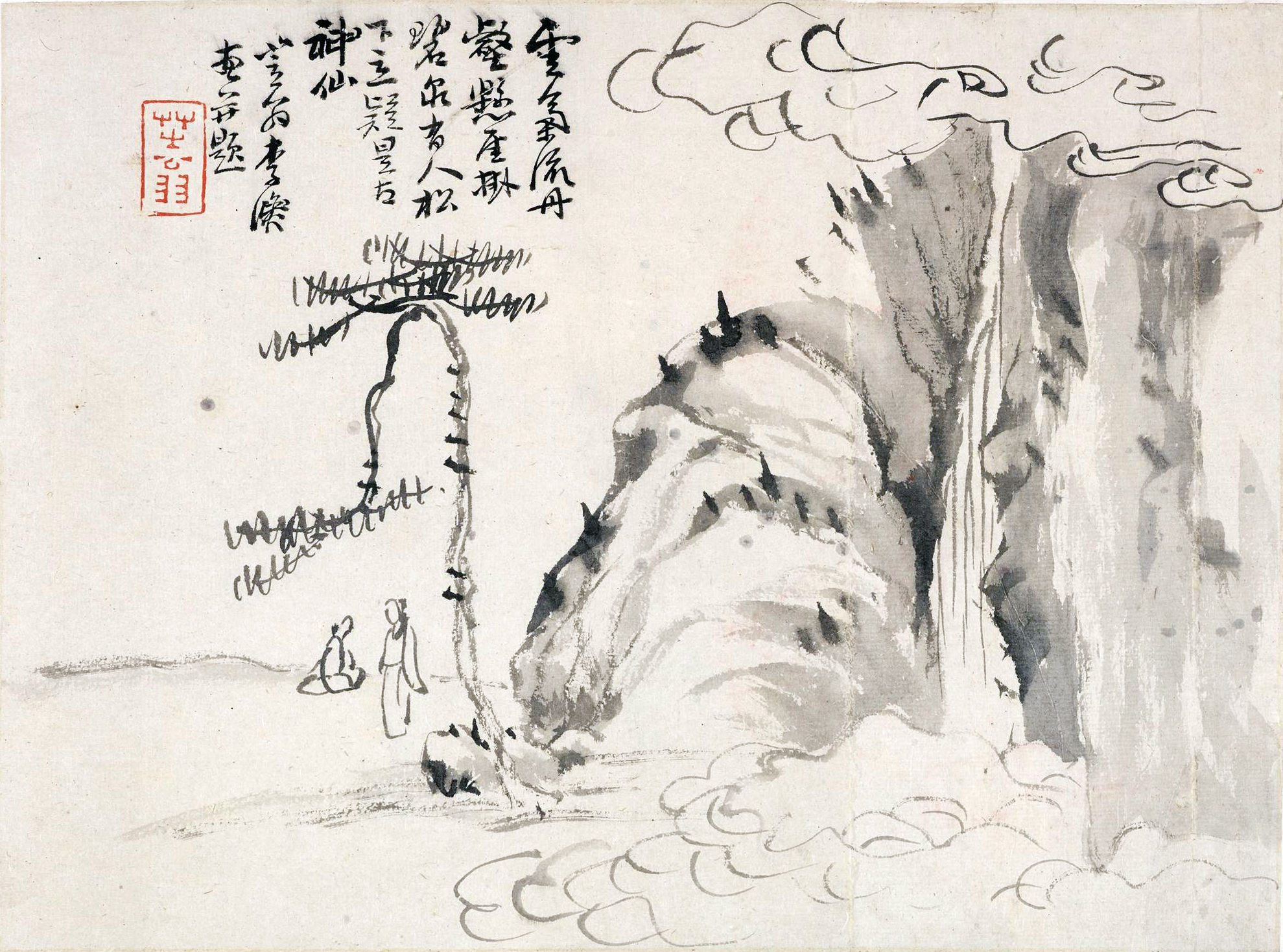
李渔所绘山水人物图册

李漁博學多才，除了小說戲曲，還寫有專文談論建築、家居和家具、飲食、衛生、娛樂、園藝、舞台表演，理財等等:26。文集《閑情偶寄》於1671年出版，全書以八大主題編排：詞曲、演習、聲容、居室、器玩、飲膳、種植、頤養，風格生動而富有個性:34，立意新穎富有情趣，討論範圍廣泛，反映李漁觀察入徵，重視生活的藝術:67。文章討論生活情趣，表面上類似晚明的隨筆，但筆調比較舒緩、風趣、自嘲:236，精粹在表達詼諧，觀點新奇，常常顛覆傳統，思想新穎。李漁受到晚明袁宏道思想和小品文運動的影響，相比於表現自我感情，李漁更關心創造與分析能力:42、176，小品文具有清晰的邏輯結構，語言簡潔，生動幽默:59、176，結構美妙而手法熟練，辯論迂回曲折而妙語如珠:48。顧彬稱讚《閑情偶寄》是小品文藝術的典範，文章語調輕鬆，李漁寫了幾篇「中文裏最美的個人散文」:79、81。李漁散文有時採用辯論或致詞的方式，《回煞辯》是青年李漁與風水先生的一場辯論，《瘗犬文》反駁訪客，其斷言李漁對家犬之死過度悲傷。《賣山券》包含李漁對其伊山別業買家的預言，《逐貓文》則是對母貓和小貓的講話:48-49，訓示貓必須抓老鼠，文筆幽默。《行樂》一文悲嘆「造物」罕有讓人活過百歲，即使年過百歲，在憂傷困苦以外，剩餘時間已極其短暫:181、66。
李漁散文清晰簡潔而又充滿文采，關於花草園藝，他列舉了71種花草樹木，有關短文共64篇，可算是他最精彩最有新意的散文:222。《金錢》一文有多個隱喻，將一年中連續盛開的鮮花比作「天工一部全稿」:75。李漁談論美味可口的鱉肉，述說死裏逃生的三次經歷，談述將鮮花放到床帳裏的主意，暢談其喜歡吃的螃蟹，有滋有味地記錄在異地遇到的奇異食物與水果:38-40，描述寫作與想像的樂趣：「我欲作人間才子，即為杜甫、李白之後身」。在「聲容」章節，他論述如何選擇、訓練和對待妾侍；與妻子不一樣，妾侍是丈夫自己所選擇的:42、187。李漁細致地寫下庭園建築的理論和經驗:72，關注自然與人工如何湊合。《閑情偶寄》描寫娛己娛人的湖舫「便面」，窗戶取形扇子，於是舟外湖光山色、往來遊人攝入舟中，變成天然國畫；舟中人物見於窗外，也備往來遊人玩賞，李漁名之為「取景在借」:236。李漁散文的論據，往往訴諸個人經驗。《沐浴》一文先指出，一些道教養生家反對沐浴，認為有損元氣，然後提出反對論據：根據類推，雨露對植物有益，沐浴對人不會有害；其次，李漁自己已經測試其效果:179。

### 文學批評
李漁的文學思想可分為四項原則。首先，他相信文學不應墨守成規、摹倣抄襲，重視創作和破舊立新。其次，他相信每一時期的文學都有自己的流行風格和獨特品質，例如漢史、唐詩、宋詞、元曲，都是正統文學:133、136。第三，小說戲曲的語言應顯淺易懂，通俗流暢，須引起共鳴，使讀者能產生同情之心:137-138；戲曲應回到元曲的顯淺傳統，明代戲曲的書本氣是不可取的。第四，李漁著重現實主義，作家應寫其耳聞睹之事，取材於日常生活經歷:139-140。李漁被譽為「中國首屈一指的戲劇批評家」:238，《閑情偶寄》中有「詞曲」和「演習」二部，詳論戲曲的寫法直至實際表演之事，這樣的著作在清代只有這一部。其戲曲之論是建立在經驗基礎上的內行之論:224。李漁批評當時的新戲劇本製作馬虎，隨便掇拾拼湊，僅人物角色名字是新的:57，內容缺乏創意，無甚娛樂價值。他主張戲劇要使觀眾感到新奇，「想不到，猜不著」，反對常人所謂在文學和藝術中舊主題已被用盡的說法:53、57。
李漁認為作家猶如裁縫和建築工匠，下筆前先要詳盡構思，劇作家應設身處地將自己放在角色的位置，才能妙筆生花:61、64。戲劇結構方面，他提出創作戲劇的三個原則：立主腦、減頭緒、密針線。立主腦是指戲刻應以主角或主題為中心，貫穿始終:215，使枝節皆從屬於它，例如《西廂記》中「白馬解圍」、《琵琶記》中「重婚牛府」，皆為主腦:224。減頭緒是指其他次要主題應服務於「主腦」的需要。密針線是指各細節場景應緊密地環環相扣:215，事件前後應嚴密聯繫和照應，李漁批評《琵琶記》的「剪髮」情節，即貞女趙五娘為籌措埋葬舅姑費用而剪髮的一場戲，張太公仗義疏財而坐視不理，並不合理:224-225。李漁又提出「審虛實」，論述素材中事實與虛構的處理方法，主張「虛則虛到底」，而「實則實到底」，不可捏造人物或事件:225-226。
李漁主張戲劇語言要淺近易懂:59，避免用典，少用方言，主張顯淺，但並不意味容許粗俗，否則不成其為「文人之筆」:167。戲曲須「雅俗同歡，智愚共賞」，當忌「書本氣」，應以元人雜劇作為範本。戲曲曲詞應「重機趣」:226，文脈必須一貫，力戒刻板和迂闊陳腐。他指出歷來戲曲輕視賓白之誤，強調對白的重要性:227-228，尤其是新戲，觀眾不熟悉劇情，以賓白交代情節更為重要。他又指出賓白應慎防前後矛盾，如《玉簪記》的陳妙常是道姑而非尼姑，對白卻有「姑娘在禪堂打坐」的疏漏。李漁認為插科打諢也很重要，可使人聚精會神看戲:229，使觀眾保持清醒:49-50。科諢應隨機應變地脫口而出，不宜太著跡:230。李漁自己寫作優雅的昆曲，討厭當時流行的弋陽、四平等腔:68。他抨擊李日華改《西廂記》為南曲《南西廂記》，認為其破壞音律:227。李漁雖常談元曲，卻似乎沒有認真看過《元曲選》之類，混同了「正名」和「楔子」兩事:230-231。

## 思想
李漁對女性有較開放的觀點，承認才女的平等地位，相信教育應當普及。他懷疑「女子無才便是德」的說法，認為女子應當「習技」，學習讀書習字、文學、書法繪畫、音樂歌舞，以及日常生活中的實用藝術:62、59。不過，李漁仍主張一夫多妻制，認為男人可以有一個正室和多個妾侍，女人間不應心存妒忌。女人在智力上專業上可以和男人不相上下，但夫妻關係則是不平等的，女人得忍受和忠於丈夫:60-61。李漁的生活哲學是不要存有太高期待，應居安思危，不指望上天眷顧。一個人若想到其他還要糟的境況，他自己的痛苦就可減少。「我以為貧，更有貧於我者；我以為賤，更有賤於我者」，這樣想就能心態平衡:221、223。如要過健康愉快的生活，必須承認人性的需要，不應受到自待或道德觀念的束縛，也不應盲目使用藥物:224。生活上李漁是享樂主義者，寫文章詳述世俗的快樂和美食:69、71。對李漁影響最大的，是晚明李贄開創，為袁宏道繼承的美學原則。《閑情偶寄》強調簡樸節儉的生活，樸素指品味上的雅淡，李漁認為文人在壁間掛滿書畫是庸俗的；在建築和家具方面，他崇尚節儉而忌諱奢靡，選擇樸素而捐棄浮華:40、79。
李漁宣稱自己是儒家，反對佛教、道教與儒家並列。李漁拒絕道士養生家的藥石和導引，亦不接受沉思冥想法，原因是他自認太懶散，不願服從道士的清規戒律:57、67。他對民間迷信持批判態度，顯示其理性思維。他批評在做媒時靠八字推算，也質疑家鄉當地「回煞」的習俗，即人死了，活人要從住宅搬出，讓死者鬼魂回來一趟後再永久離開。他也批評百姓設祭敬神的習俗:217-218，認為設宴、演戲等慶祝活動過於浪費。超自然或神靈的力量是心理作用，實際上是人創造出來的:219-220。李漁思想開放，懷有理性主義與實證主義，帶著懸念去衡量人類的知識、直覺與宗教:225。李漁賞識西方傳教士帶到中國的發明，其《夏宜樓》中說明了望遠鏡和顯微鏡。他相信現代產品優於古代，現代道德也並不比古代的差:53、55。公堂審訊方面，李漁希望縣官嚴格限制用刑範圍，刑訊應視為非常的終極手段，而不是尋常的搜證方法；最好的情況是，公堂上展示刑具時，犯人已嚇得乖乖供認，而不必勞煩真正用刑:279-280。

## 史學
1664年，李漁完成《論古》一書，含有133則歷史故事，按年代順序，截至元朝初期，故事大多選自朱熹《資治通鑑綱目》，隨後是李漁的道德上的闡釋:31。書中李漁讚賞文天祥是忠臣義士的典範，也欣賞忽必烈豁達大度善待文天祥的態度:252。他敬重文天祥之死，但認為這等同自殺，因為忽必烈實際上已赦免了他。李漁懷疑古文獻的記載，認為當中許多人物都是虛構的:33、55。李漁又編纂了一部通史《古今史略》，從盤古講起，終至明亡清兵入京，結構嚴謹，夾入生動軼事與故事，評注均在文中，但用小字雙行。其文體遵循當時流行的「綱鑑」體裁，書中很多章節就是對《史論》作事實說明:66。韓南則認為《古今史略》是假冒之作:31。

## 建築
李漁在蘭溪倡導水利，為村民親自設計督工興建水利設施，為農田灌溉而築壩挖渠，世人把堰壩稱為「李漁壩」以示紀念。園林方面，李漁自稱「遍覽名園」:20。他建造的庭園至少有四座。一是他在故鄉蘭溪建造的「伊園」，有一座精美的別墅。二是他定居金陵時所造的「芥子園」，園址在南京韓家潭，佔地不滿三畝，屋宇與山石各佔三份一，以小勝大，含蓄有餘。三是為賈漢復在北京弓弦胡同設計的庭園「半畝園」，該園的房舍庭樹、山石水池安排得緊湊而不覺侷促，佔地不多，豐滿舒暢，清秀恬靜。四是在杭州西湖畔雲居山所建的「層園」，地處西湖邊上，借景於西湖山水，依山勢高低而設計營造，錯落有致，層層入勝:168-169。李漁指出，建造園林和建築庭院住宅，都必須因地制宜，妙在高下錯落，虛實相映，曲折有致:175。有關疊石造山，李漁批評當時園林的假山「補綴穿鑿」，因用石過多，奇矯而不自然，望之不似真山。他提倡以土帶石及土石相間的方法，增加使用泥土:20。

## 評價與地位

### 清代
李漁生前就婦孺皆曉，大受歡迎。在17世紀下半葉，李漁的小說、戲曲和雜文筆記受廣泛閱讀或搬上舞台，十分流行:導言3-4。他是當時最受歡迎的劇作家和小說家，也受到錢謙益、賈漢復、吳偉業、尤侗、宋琬、施閏章等名士的賞識。錢謙益把李漁的小說戲曲的地位，與《水滸傳》、《金瓶梅》及湯顯祖的傳奇相提並論:5，讚揚李漁革新戲曲:23。清初高弈認為李漁戲曲具有創意，劉中柱把李漁列為清初偉大的戲曲家，李調元稱讚其戲曲的出色韻律和音樂感，梁廷枏推崇其戲曲語言流暢嫻熟，楊恩壽讚揚李漁的戲曲創作和劇評:22。李漁朋友把他比作擅長諷諫的東方朔和打破舊習的李贄:43。李漁做事標新立異，與儒家正統觀念大相徑庭，在當時的道學家眼中是個放蕩才子、淫穢作家、戲子，對他有根深蒂固的偏見。清初董含說李漁有傷風化:2-4，馬先登批評《閒情偶寄》導人奢侈，「無一足取」:89；世傳李漁寫出色情小說《肉蒲團》，反映他本人道德低下而放縱:24。
李漁很快被人遺忘，在隨後的清代文學界沒有得到尊重:導言3。清代中期，隨著儒家正統思想進一步強化，對李漁戲曲的褒獎有所保留，其小說則被斥為公開散毒，以致被禁止:6。乾隆時（1736—1796），李漁《一家言》和《閑情偶寄》受命被全部銷毀，《十種曲》和《古今史略》列為禁書；《十二樓》則在同治年間（1862—1874）被列為禁書:257、247。李漁及其作品都漸漸被人遺忘，直至20世紀在新文學運動中被人重新發現:213。

### 現代中國
20世紀中國學術界對李漁褒中帶貶，或謂他敏捷調侃而流於輕薄，或責其白描色欲而不免淫褻，或惋惜他對時勢動蕩關注太少:230。新文學運動後，李漁被重新發現，逐漸得到承認，被視為傑出文學家:15-16。其戲曲批評和戲曲作品在1920年代末期都得到肯定，其白話小說也得到大部份學者的讚賞，但亦有部份學者指責李漁的小說「有毒」。現代學者承認李漁戲曲文言造詣精湛，口語運用嫻熟，舞台藝術真實生動:1、22，對他在戲曲及戲劇評論的貢獻大致予以肯定；對李漁小說的評價則褒貶不一。朱東潤強調李漁是中國最偉大的戲劇評論家，因為他有作為舞台編導和戲班製作人的親身經驗，這是其他如金聖歎等劇評家所不具備的:16-17。周貽白提出李漁是清代最卓越的劇作家，這觀點大致受後來的中國學者所接受。小說創作方面，鄭振鐸、范煙橋、孫楷第都對李漁加以肯定，但許多學者仍對李漁存有傳統偏見，並不提及李漁小說的成就:18-19，偶爾提到李漁的小說，也是被批判為「反革命」和「淫書」。1980年代，李漁在小說創作的貢獻一度受到重視，而批評則仍集中在道德方面:21。

### 國外
李漁的小說戲曲在日本和歐洲獲得重視，受高度讚賞:7。李漁戲曲流入日本，江戶時代（1603—1868）談到中國戲曲，無不提到李漁:245，其戲曲家的大名為人熟知:223。在元祿時期（1688—1704），李漁的小說戲曲在日本都銷路甚佳。李漁被日本學者看作中國歷史上一位偉大的文學家，佔有特殊地位:9-10。李漁形象品味高雅，格調超俗，銅脈先生稱讚李漁才高不仕，不慕名利，「才高勝人，文章自成一家風範」:95-96。三宅嘯山、一颩道人、曲亭馬琴、笠亭仙果等作家都有小說改編自李漁的小說或戲劇:90-91。李漁的戲曲於切合江戶讀者喜好，廣泛滲透不同階層，成為中國劇作家的代表；式亭三馬將八文字屋自笑與李漁並稱，讚許兩人擅長品評戲劇:101-102、107。
到近代，學者笹川種郎讚賞李漁的戲劇和小說《十二樓》的情節、主題，以及其通俗流暢、明晰生動的語言，認為李漁是清代最有成就的四大名士之一，與曹雪芹、金聖歎、孔尚任並列齊名。鹽谷溫讚揚李漁的戲曲藝術，將《十二樓》列為清朝最受歡迎的七部小說之一:7-8。李漁的文學也受歐洲學者重視和青睞，在19世紀，《十二樓》許多篇小說都譯為歐洲語言:13-14。莫宜佳認為「李漁是與蒲松齡並駕齊驅的重要清代小說家」:212；張春樹讚賞李漁是17世紀最出色的白話文作家之一，也是清代最有創造力的白話小說家:126、203。